# Mikko Ruotsalainen
Mikko Ruotsalainen est un karatéka finlandais surtout connu pour avoir remporté une médaille de bronze en kumite individuel masculin moins de 75 kilos aux championnats du monde de karaté 1994 à Kota Kinabalu, en Malaisie.

## Résultats
| Résultat           | Date | Épreuve                   | Catégorie | Compétition                | Ville hôte                 |
| ------------------ | ---- | ------------------------- | --------- | -------------------------- | -------------------------- |
| Médaille de bronze | 1994 | Kumite individuel - 75 kg | Seniors   | Championnats du monde 1994 | Kota Kinabalu, en Malaisie |